# چشمه خزانه
چشمه خزانه، روستایی در دهستان کارزان بخش کارزان شهرستان سیروان در استان ایلام ایران است.

## پیشینه نام
در ضلع غربی این روستا، چشمه ای بنام خزانه( به کۆردی: خه‌زێنه) قرار دارد؛ به این دلیل نام روستا چشمه خزانه است.

## جمعیت
بر پایه سرشماری عمومی نفوس و مسکن در سال ۱۳۹۵، جمعیت این روستا برابر با ۶۴۵ نفر (۱۸۰ خانوار) بوده است.